# فرناندو أتزوري
فرناندو أتزوري (1 يونيو 1942 - 9 نوفمبر 2020)، هو ملاكم محترف إيطالي سابق. سبق أن شارك في دورة الألعاب الأولمبية الصيفية سنة 1964 وحقق الميدالية الذهبية فيها.

## إحصائيات
خاض خلال مسيرته 52 نزالا، فاز في 44 وتعادل في 2 وخسر في 6. فاز بالضربة القاضية في 13 نزالا.

## الميداليات
| الميدالية | المسابقة                       |
| --------- | ------------------------------ |
| ذهبية     | الألعاب الأولمبية الصيفية 1964 |

## روابط خارجية
- فرناندو أتزوري على موقع بوكس ريك (الإنجليزية) (registration required)
- فرناندو أتزوري على موقع اللجنة الأولمبية الدولية (الإنجليزية)
- فرناندو أتزوري على موقع أوليمبيديا (الإنجليزية)
- فرناندو أتزوري على موقع اللجنة الأولمبية الإيطالية (الإيطالية)
- فرناندو أتزوري على موقع CONI honoured athlete website (الإيطالية)